# ガイヤルド

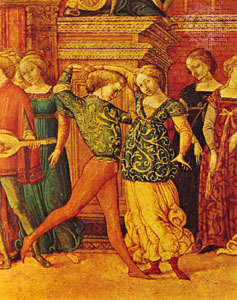
ガイヤルド（15世紀、イタリア・シエーナ）

ガイヤルド、またはガリアルダ、ガリアード（仏語：gaillarde、伊語：gagliarda、英語：galliard）は、ルネサンス時代にヨーロッパで普及した舞曲。急速な3拍子の跳ね踊りで、緩やかな踏み踊りであるパヴァーヌとしばしば組み合わされる。
元来は大衆舞曲であったが、15世紀末までにヨーロッパの数多くの宮廷に採用された。16世紀の舞踏指南書には、この舞曲のたくさんのバリエーションが記されている。
ガイヤルドは、ひとりで踊ることも、またパートナーと一緒に踊ることもできるが、宮廷社会においては常にパートナーと踊るものとされた。イングランドのエリザベス1世は熱狂的なガイヤルドの踊り手として有名で、同女王の寵臣エセックス伯爵のテクストによるダウランドのリュート歌曲《彼女は許してくれようか Can shee excuse》は、ガイヤルドのリズムが使われている。